# Alex Evans (programmeur)
Pour les articles homonymes, voir Alex Evans et Evans.
Alex Evans est un directeur technique de jeux vidéo britannique. 
Programmeur informatique, il débute dans les années 1990 sur la scène démo sous le pseudonyme de Statix.
Il travaille chez Lionhead Studios puis développe Rag Doll Kung Fu avec trois autres personnes. L'équipe de quatre fonde Media Molecule dont il est le directeur technique. Le studio est notamment connu pour Little Big Planet et Dreams qui proposent aux joueurs des outils très poussés pour créer leurs propres contenus ludiques.